# Кармалейка (Нижегородская область)
Кармале́йка  — село в Ардатовском районе Нижегородской области Россия. Входило в состав упраздненного Чуварлей-Майданского сельсовета. В данный момент входит в состав городского поселения рабочего поселка Ардатов.

## Этимология
Существуют две версии происхождения названия села. Согласно первой, оно происходит от эрзянских слов кармамо — «начало» и лей — «ручей», «овраг», то есть «селение у истока реки». Действительно, деревня стоит у истоков одного из ручьёв, образующих реку Леметь. Согласно второй версии, название происходит от эрзянских слов кармалав — «репей» и всё того же слова лей, то есть «река, текущая среди репьёв».

## История
В середине XIX в. Кармалейка находилась в 8 верстах от уездного города, по правую сторону от торгового тракта Ардатов—Темников (Тамбовской губернии). Село входило в состав первого стана Ардатовского уезда.
В Кармалейке не было храма, поэтому, несмотря на значительную численность населения, она имела статус деревни.
В 1859 г. Кармалейка состояла из 101 двора, здесь проживало 324 человека мужского пола и 340 женского. Деревня числилась за удельным ведомством. После крестьянских реформ Кармалейка вошла в состав Кужендеевской волости.
Наряду с земледелием крестьяне села занимались точением деревянной посуды, к середине 1880-х гг. они специализировались в основном на изготовлении деревянных чашек.
В это время население деревни состояло из 385 мужчин и 390 женщин. В деревне содержалось 136 лошадей, 138 коров и 385 голов мелкого домашнего скота.
По воспоминаниям местных жителей, кармалейских мужиков называли «кружениками» — не имея средств для строительства собственной церкви, они «ходили по свету с кружками, собирая на строительство храма Божиего».
Впрочем, они не только «ходили по свету», Кармалейка наряду с другими селениями казенных и удельных крестьян Ардатовского уезда была центром извозного промысла.
В селе до сих пор сохранился дом богатого мужика Полыгалина. Старики помнят его большие пасеки и маслобойню.
К концу XIX в. (согласно первой Всероссийской переписи) население деревни сократилось с 775 до 699 человек, причем сокращение произошло за счет мужского населения. К 1897 г. в деревне насчитывалось всего 294 жителя мужского пола, приписанных к Кармалейскому крестьянскому обществу, и 9 пришлых мужчин. Женщин в деревне числилось 396 человек, 6 из них были пришлыми.
На 1904 г. в деревне было зарегистрировано две бакалейногалантерейные лавки. Их владельцами были И.И. Воронин, Н. А. Салтыков.
В 1910г. деревня состоялаиз 142 дворов, объединенных в крестьянское общество. В 1912 г. число дворов оставалось прежним. Численность населения составила 873 человека, совокупная величина поголовья домашнего скота - 703 головы.
Старожилы помнят, что пастбищ и лугов в Кармалейкебыло мало, поэтому и поголовье скота было небольшим. Избы и дворы были крыты соломой. Это, как считает секретарь Журелейского сельского Совета Н.В. Копеина, свидетельствовало о хронической бедности кармалейцев: «Бедность выглядывала из всех щелей».
В 1931 г. в селе был организован колхоз «Красная борозда». По словам Нины Викторовны, «стали жить кармалеевцы лучше, отступала бедность, колхоз набирал силу».
Возглавил колхоз Д.С. Посаднов. Активистами колхозного движения были: С.Н. Харитонов, Ф.А.Кондаков, И.И. Рожнов, Савин.
В послевоенные годы в разное время С.Н.Харитонов и Ф. А.Кондаков были председателями кармалейского колхоза, затем он был объединен с автодеевским колхозом «Искра», потом вновь существовал самостоятельно.

## Географическое положение
Село Кармалейка находится на юго-западе Нижегородской области России, к юго-востоку от автомобильной дороги Ардатов — Дивеево. Административный центр муниципального округа Ардатов находится в 9 км к северу от Кармалейки. Село соединено просёлочными дорогами на северо-западе с селом Журелейкой (расстояние 3 км), на северо-востоке — с селом Автодеево (3 км), на юго-востоке — с деревней Вишнёвой (2 км), на западе — с покинутой деревней Щиповкой (2 км). К югу от села имеется небольшое озеро, из которого на юг течёт ручей. В 1—1,5 км к северу и северо-востоку от Кармалейки имеется несколько оврагов, глубина которых достигает 4 метров. Высота над уровнем моря около 169 метров.
Село Кармалейка, как и вся Нижегородская область, находится в часовой зоне МСК (московское время). Смещение применяемого времени относительно UTC составляет +3:00.

## Административная принадлежность
Село Кармалейка входит в состав административно-территориального образования Рабочий посёлок Ардатов Ардатовского муниципального округа Нижегородской области Российской Федерации.

## Климат
Село находится в зоне умеренно-континентального климата, который характеризуется холодной продолжительной зимой и тёплым, но достаточно коротким летом. За год выпадает в среднем 450—550 мм осадков, из них 68 % — в виде дождя и 32 % — в виде снега. Среднегодовая относительная влажность воздуха — 76 %. Снежный покров достигает 50 см, а в особо снежные зимы может достигать одного метра и более.
Весна приходит резко, обычно к середине апреля, при этом вплоть до середины мая нередки заморозки. Лето сравнительно короткое и достаточно жаркое — в отдельные годы температура может достигать 36 °C. Шапка лета приходится на июль. В конце весны и лета нередки грозы — их может случаться до 20 за год, почти каждый год выпадает град. Осень приходит в сентябре и стоит до начала ноября, но уже в сентябре нередки заморозки. Зима наступает в начале ноября и продолжается до середины марта. Обычно первый снег выпадает в октябре и держится в течение пяти месяцев, сходит к 10—15 апреля. Почва промерзает на глубину 70—90 см.
Вегетационный период составляет 189 дней, продолжительность безморозного периода — 137 дней.

## Население
| Численность населения | Численность населения | Численность населения | Численность населения | Численность населения | Численность населения | Численность населения | Численность населения | Численность населения | Численность населения | Численность населения |
| 1719                  | 1721                  | 1859                  | 1890                  | 1897                  | 1912                  | 1916                  | 1999                  | 2002                  | 2010                  | 2021                  |
| --------------------- | --------------------- | --------------------- | --------------------- | --------------------- | --------------------- | --------------------- | --------------------- | --------------------- | --------------------- | --------------------- |
| 86                    | ↗131                  | ↗664                  | ↗775                  | ↘699                  | ↗873                  | ↘871                  | ↘85                   | ↘69                   | ↘37                   | ↘33                   |

## Инфраструктура
В селе единственная улица Прудовая.